# Sojuz 2.1w (rakieta)
Sojuz 2.1w (ros. Союз 2.1в), dawniej Sojuz 1 – rosyjska rakieta nośna o lekkim udźwigu. Jej konstrukcja jest podobna do rakiety Sojuz 2.1b, ale różni brak 4 modułów przyspieszających i zmieniony napęd pierwszego stopnia. Napęd pierwszego stopnia stanowią silniki rakietowe: NK-33A zbudowany w oparciu o silnik NK-33 (pochodzący z nieudanej radzieckiej rakiety księżycowej N1) i kompleksowy silnik kierunkowy RD-0110R. Drugi stopień rakiety jest napędzany silnikiem RD-0124. Blokiem przyspieszającym jest Wołga, która ma m.in. możliwość wielokrotnego odpalenia silnika.
Rakieta wystrzeliwana z kosmodromu Plesieck, zastanawiano się nad używaniem kosmodromu Wostocznyj i kosmodromu Bajkonur.
Pierwszy start statku kosmicznego odbył się 28 grudnia 2013 r.. Drugi start odbył się 5 grudnia 2015, jednak powiódł się częściowo, ponieważ sztuczny satelita nie oddzielił się od górnego stopnia rakiety. Trzeci start odbył się 23 czerwca 2017 r. i był udany.
9 września 2021 roku o g. 19:59 UTC wystartowała rakieta z satelitą rozpoznawczym kryptonim Kosmos 2551 (Razbieg №1)
1 sierpnia 2022 roku wystrzelono rakietę z blokiem przysp. Wołga i ładunkiem Niwielir nr 3, oznaczonym Kosmos-2558 i rozpoczął działania.
29 marca 2023 r. o godzinie 22:57 (UTC+3) było dziesiąte wystrzelenie. Rakieta wyniosła aparat kosmiczny ЭО МКА №4 jako Kosmos-2568.

## Makiety Sojuz 2.1w naMiędzynarodowym Salonie Lotniczym 2011

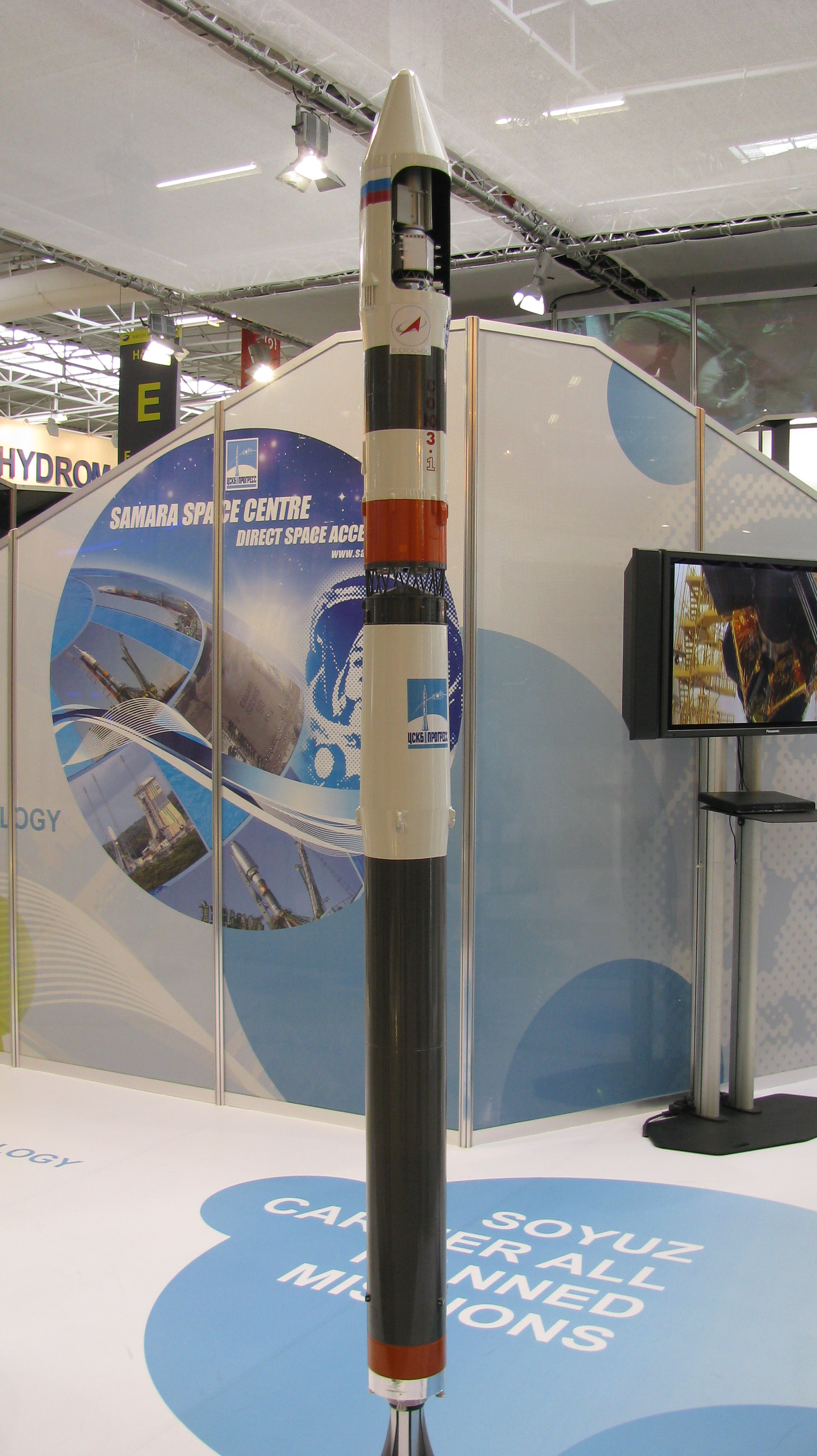
Widok ogólny
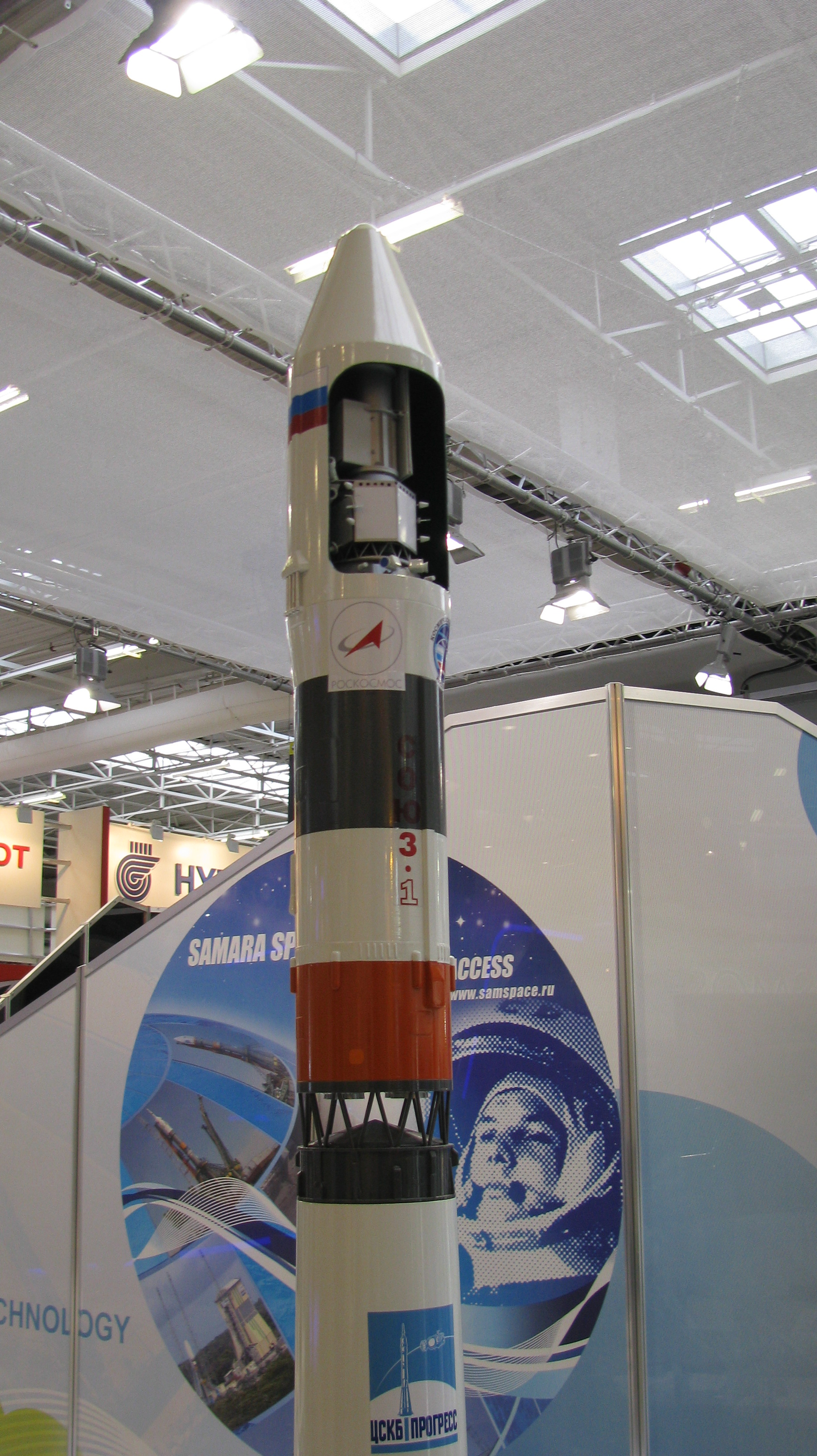
Widok na górny stopień
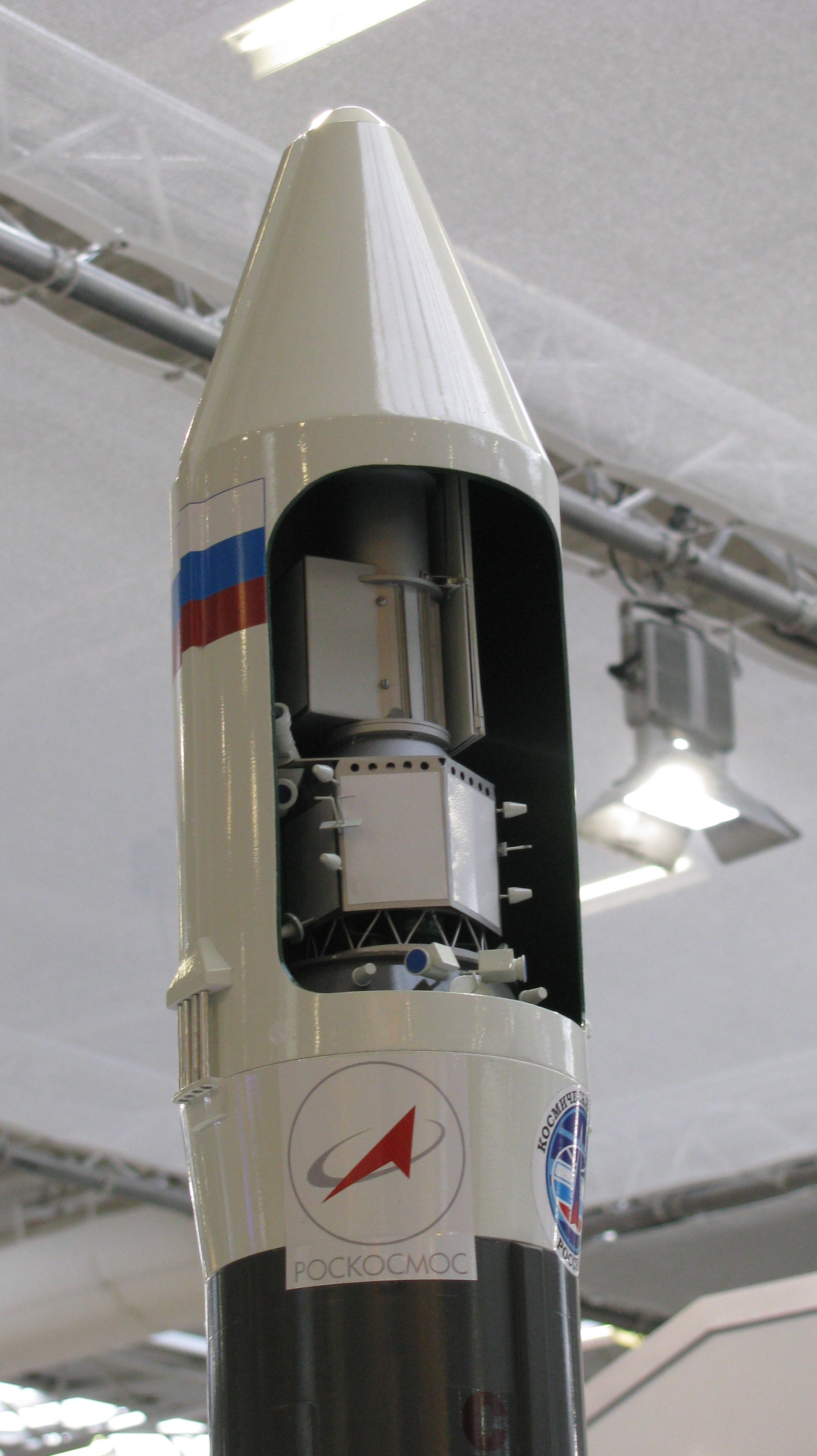
Widok na sekcję ładunkową

## Galeria

Wizerunek Sojuz 2.1w
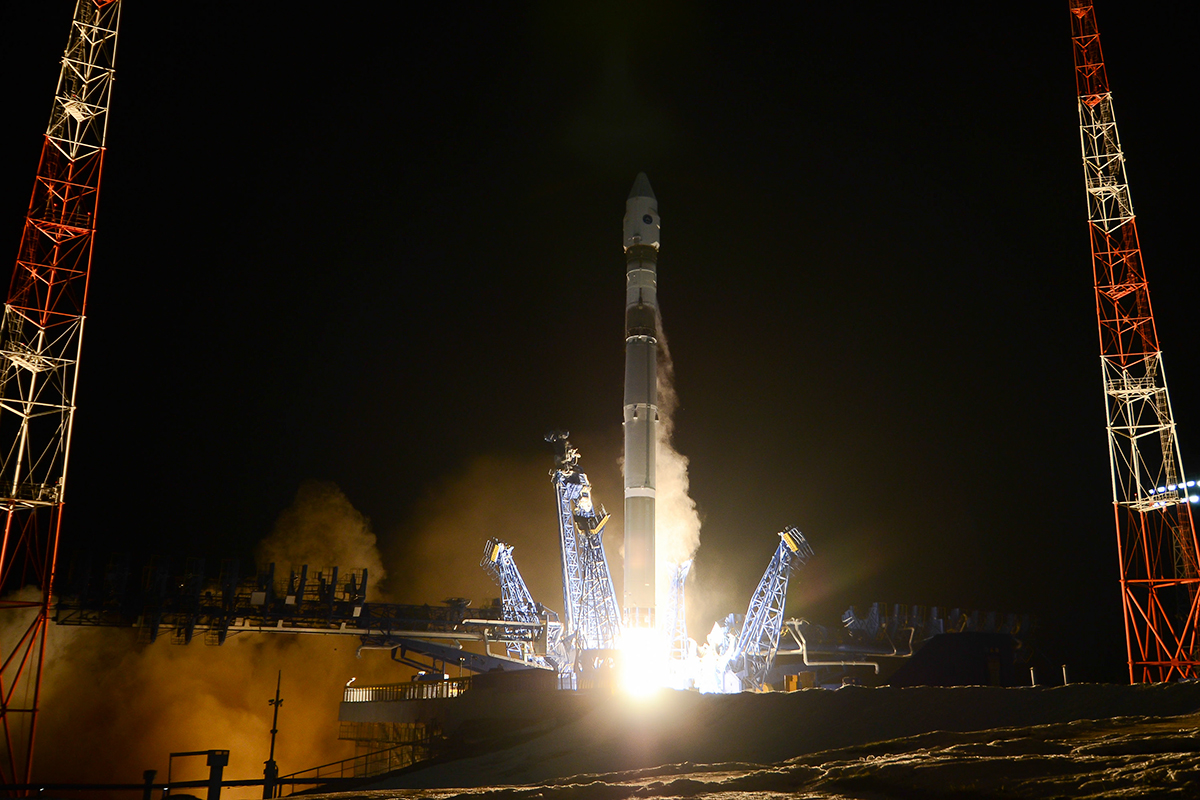
Start rakiety
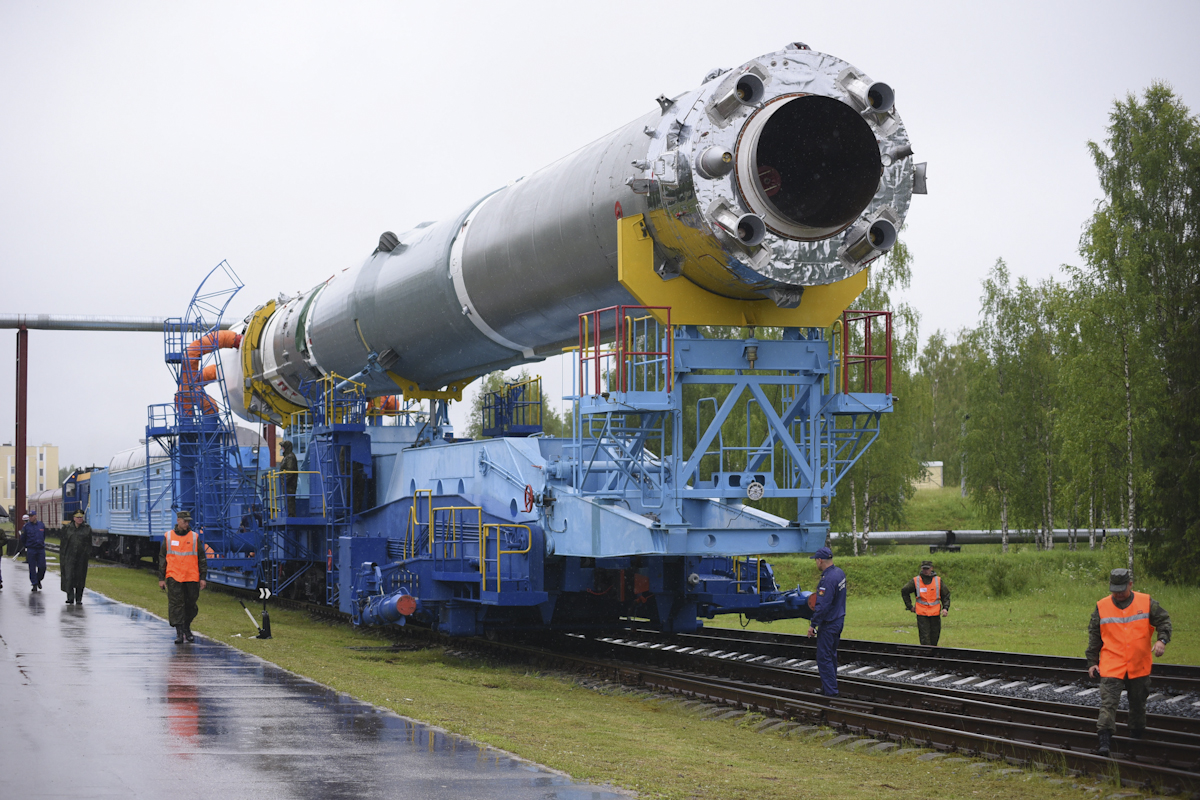
Spód rakiety, widoczne dysze silników NK-33A & RD-0110R

## Lista startów
| Numer | Data i godz. (UTC)         | Miejsce startu            | Blok przyspieszający | Ładunek                                                      | Orbita | Uwagi                     | Wynik              |
| ----- | -------------------------- | ------------------------- | -------------------- | ------------------------------------------------------------ | ------ | ------------------------- | ------------------ |
| 1     | 28 grudnia 2013 13:30      | Plesieck, Stanowisko 43/4 | Wołga                | (Aist 1, SKRL-756 #1/2)                                      | LEO    | Pierwszy lot              | Sukces             |
| 2     | 5 grudnia 2015 15:08       | Plesieck, Stanowisko 43/4 | Wołga                | Kosmos 2511 i 2512                                           | LEO    | Satelita obserwacji Ziemi | Częściowo nieudany |
| 3     | 23 czerwca 2017 18:04      | Plesieck, Stanowisko 43/4 | Wołga                | Kosmos 2519 przypuszczalnie geodezyjny (Niwelir-ZU)          | LEO    | satelita wojskowy         | Sukces             |
| 4     | 29 marca 2018 17:38        | Plesieck, Stanowisko 43/4 | brak                 | Kosmos 2525 (EMKA)                                           | SSO    | Satelita wojskowy         | Sukces             |
| 5     | 10 lipca 2019 17:14        | Plesieck, Stanowisko 43/4 | Wołga                | Kosmos 2535 do 2538 (Niwelir-...)                            | LEO    | geodezyjne                | Sukces             |
| 6     | 25 listopada 2019 17:52    | Plesieck, Stanowisko 43/4 | Wołga                | Kosmos 2542 i 2543                                           | LEO    | Satelita inspekcyjny      | Sukces             |
| 7     | 9 września 2021 19:59      | Plesieck, Stanowisko 43/4 | Wołga                | Kosmos 2551 (EMKA Nr 2)                                      | SSO    | Satelita rozpoznawczy     | Sukces             |
| 8     | 1 sierpnia 2022 20:25      | Plesieck, Stanowisko 43/4 | Wołga                | Kosmos 2558 (Niwelir Nr 3)                                   | PO     | Satelita rozpoznawczy     | Sukces             |
| 9     | 21 października 2022 19:20 | Plesieck, Stanowisko 43/4 | Wołga                | Kosmos 2561 i 2562                                           | SSO    | Satelita rozpoznawczy     | Sukces             |
| 10    | 29 marca 2023 19:57        | Plesieck, Stanowisko 43/4 | brak                 | Kosmos 2568 (EMKA Nr 4)                                      | SSO    | Satelita rozpoznawczy     | Sukces             |
| 11    | 27 grudnia 2023 07:03      | Plesieck, Stanowisko 43/4 | brak                 | Kosmos 2574 (Razbieg Nr 1)                                   | SSO    | Satelita rozpoznawczy     | Sukces             |
| 12    | 9 lutego 2024 07:03        | Plesieck, Stanowisko 43/4 | brak                 | Kosmos 2575 (Razbieg Nr 2)                                   | SSO    | satelita rozpoznawczy     | Sukces             |
| 13    | 5 lutego 2025 roku 3:59    | Plesieck, Stanowisko 43/4 | Wołga                | Kosmos 2581, Kosmos 2582, Kosmos 2583 (w tym Niwelir-L Nr 5) | PO     | satelity wojskowe         | Sukces             |